# Into the Wild (banda sonora)
Into the Wild es el primer álbum de estudio en solitario del vocalista de Pearl Jam, Eddie Vedder y banda sonora de la película Into the Wild (2007). Fue publicado el 18 de septiembre de 2007 por la compañía discográfica J Records.

## Antecedentes
Sean Penn, director de la cinta, convenció a Eddie Vedder, vocalista y líder de Pearl Jam, para que escribiera y compusiera las canciones de la banda sonora de Into the Wild. Anteriormente, Vedder había compuesto dos canciones para dos películas. Una fue para la banda sonora de la película de 1995, Dead Man Walking, y la otra, fue una versión de You've Got to Hide Your Love Away de The Beatles para la banda sonora de la película de 2001, Yo soy Sam, ambas protagonizadas por Sean Penn.

## Grabación
El día después de ver una dura parte de Into the Wild, comenzó a escribir las canciones para la película y tres días más tarde, entregó a Sean Penn material para que comenzara a trabajar en ella. Penn coloco en la película la música que Vedder le había dado, y Vedder continuo trabajando en más material que Penn podría añadir a la película. Vedder dijo que Penn "le dio mucha libertad", y añadió que "lo mejor era la confianza entre ellos, pues era mutua". También dijo que tener que escribir canciones sobre la base de una narración era "simplificar las cosas", pues "había menos opciones", la historia estaba ahí y las escenas también estaban allí." Vedder dijo que el proceso de escribir canciones "creció" cuando Penn le pidió más material para la película.
La banda sonora se graba en 2007 en el Studio X de Seattle, Washington. Vedder trabaja con el productor Adam Kasper, con quien ya había trabajado en el álbum Riot Act en 2002, y en el álbum Pearl Jam en 2006. Este último fue mezclado por Kasper y Vedder.

## Música y letra
Las canciones escritas por Vedder para la película presentan características de sonido folk. Thom Jurek de Allmusic dice sobre la banda sonora que es una "colección de sonidos folk, donde el rock & roll hace fugaces apariciones." Vedder es el principal responsable de las canciones de la película mientras que el compositor Michael Brook se reconoce en los títulos de crédito de la película. Vedder dijo: "Michael hizo una gran elección con la forma en que orquestó la partitura... Nuestra música se compenetró de tal forma que no tuvimos que asegurarnos de que estas piezas encajaban. Solo lo hicieron."
La versión de la canción "Hard Sun" (escrita originalmente por Gordon Peterson, que la compuso bajo el nombre "Indio" en el álbum de 1989, "Big Harvest") cuenta en los coros con Corin Tucker de Sleater-Kinney. Vedder también colaboró con el cantautor Jerry Hannan en la canción "Society", escrita por el propio Hannan. Ambas canciones aparecen en la película junto con otros baladas folk compuestas por Vedder.
Las canciones de Vedder ayudan narrar la historia de Christopher McCandless. Después de graduarse como estudiante en la Universidad de Emory, y después de una incursión de dos años en el Oeste de los Estados Unidos y México, McCandless decide renunciar a la totalidad de sus ahorros y dinero y planea ir a Alaska para vivir allí en contacto únicamente de la naturaleza, con la esperanza de vivir un período de soledad. Casi cinco meses después, muere cerca del Parque nacional y reserva Denali. Vedder dijo que "las canciones podrían convertirse en otra herramienta en la narrativa de la historia". Al escribir canciones sobre McCandless, Vedder declaró: "Es sorprendente lo fácil que fue para mí entrar en su cabeza. Fue incómodo lo fácil que era, porque crecí como persona a través de él".

## Lista de canciones
Todas las canciones escritas y compuestas por Eddie Vedder, excepto donde diga lo contrario. 
| N.º | Título            | Escritor(es) | Duración |  |
| 1.  | «Setting Forth»   |              | 1:37     |  |
| 2.  | «No Ceiling»      |              | 1:34     |  |
| 3.  | «Far Behind»      |              | 2:15     |  |
| 4.  | «Rise»            |              | 2:36     |  |
| 5.  | «Long Nights»     |              | 2:31     |  |
| 6.  | «Tuolumne»        |              | 1:00     |  |
| 7.  | «Hard Sun»        | Indio        | 5:22     |  |
| 8.  | «Society»         | Jerry Hannan | 3:56     |  |
| 9.  | «The Wolf»        |              | 1:32     |  |
| 10. | «End of the Road» |              | 3:19     |  |
| 11. | «Guaranteed»      |              | 7:22     |  |

Todas las canciones escritas y compuestas por Vedder, excepto donde diga lo contrario. 
| iTunes bonus tracks |                                                     |              |          |  |
| N.º                 | Título                                              | Escritor(es) | Duración |  |
| 12.                 | «No More»                                           |              | 3:38     |  |
| 13.                 | «Photographs»                                       |              | 1:00     |  |
| 14.                 | «Here's to the State (en vivo en VH1 Storytellers)» | Phil Ochs    | 5:52     |  |
| 15.                 | «No More (en vivo en Nimega)»                       |              | 4:32     |  |

Todas las canciones escritas y compuestas por Vedder. 
| Bonus single LP |                               |          |  |
| N.º             | Título                        | Duración |  |
| 1.              | «No More»                     | 3:38     |  |
| 2.              | «No More (en vivo en Nimega)» | 4:32     |  |

## Listas musicales
| Lista (2007)                                 | Mejor posición |
| -------------------------------------------- | -------------- |
| Australia (ARIA Charts)                      | 39             |
| Alemania (MegaCharts)                        | 30             |
| Alemania (Media Control Charts)              | 68             |
| Bélgica (Ultratop)                           | 40             |
| España (Promusicae)                          | 89             |
| Estados Unidos (US Billboard 200)            | 11             |
| Estados Unidos (Billboard Internet Albums)   | 11             |
| Estados Unidos (Billboard Soundtrack Albums) | 2              |
| Reino Unido (UK Albums Chart)                | 183            |
| Irlanda (Irish Albums Chart)                 | 68             |
| Nueva Zelanda (New Zealand RIANZ Top 40)     | 34             |
| Portugal (Associação Fonográfica Portuguesa) | 17             |
| Suiza (Swiss Music Charts                    | 28             |
| Lista (2008)                                 | Mejor posición |
| Bélgica (Ultratop)                           | 74             |
| Francia (French SNEP Albums Chart)           | 31             |
| Italia (Italian FIMI Albums Chart)           | 6              |

## Premios
Globo de Oro
| Año  | Categoría                                | Película      | Resultado |
| ---- | ---------------------------------------- | ------------- | --------- |
| 2008 | Globo de Oro a la mejor canción original | Into the Wild | Ganador   |
| 2008 | Globo de Oro a la mejor banda sonora     | Into the Wild | Nominado  |